# Фрачники
Фрачники, или стеблееды (лат. Lixus), — род насекомых из подсемейства Lixinae семейства долгоносиков.

## Описание
Тело узкое и цилиндрическое, переднеспинка обычно длиннее своей ширины, надкрылья большей частью узкие, на вершинах часто заострены порознь.

## Классификация
К роду относят следующие виды:
- Lixus acicularis
- Lixus albomarginatus[5] (стеблеед окаймленный)
- Lixus anguinus
- Lixus angustus
- Lixus apfelbecki
- Lixus ascanii (стеблеед крестоцветный)
- Lixus bardanae (фрачник щавелевый)
- Lixus bidens
- Lixus bituberculatus
- Lixus brevipennis
- Lixus brevipes
- Lixus brevirostris
- Lixus canescens[6] (фрачник седоватый)
- Lixus cardui (фрачник татарниковый)
- Lixus castellanus
- Lixus cheiranthi
- Lixus cruciferae
- Lixus curvirostris
- Lixus cylindrus
- Lixus elegantulus
- Lixus euphorbiae
- Lixus ewaldi
- Lixus fasciculatus (фрачник перевязанный)
- Lixus filiformis
- Lixus flaveolus
- Lixus foveiventris
- Lixus furcatus
- Lixus gibbirostris (= Lixus trivittatus)
- Lixus hypocrita
- Lixus incanescens
- Lixus iridis (фрачник обыкновенный)
- Lixus juncii
- Lixus lateralis
- Lixus laufferi
- Lixus linearis
- Lixus linnei
- Lixus meregallii
- Lixus mucronatus
- Lixus myagri
- Lixus neglectus
- Lixus nigricornis
- Lixus nubianus
- Lixus ochraceus
- Lixus paraplecticus (фрачник омежниковый)
- Lixus perplexus
- Lixus pinkeri
- Lixus pulverulentus (фрачник бобовый, 
= Lixus angustatus)
- Lixus puncticollis
- Lixus punctirostris
- Lixus punctiventris
- Lixus rosenschoeldi
- Lixus rubicundus
- Lixus rumicis
- Lixus salsolae
- Lixus scabricollis
- Lixus scolopax
- Lixus siculus
- Lixus sinuatus
- Lixus snae
- Lixus spartii
- Lixus speciosus
- Lixus subtilis (стеблеед свекловичный)
- Lixus subulipennis
- Lixus suetus
- Lixus tibialis (фрачник голенастый)
- Lixus titubans
- Lixus trivittatus
- Lixus ulcerosus
- Lixus umbellatarum
- Lixus vectiformis
- Lixus vilis
- Lixus vittiger